# Падански национализам
Падански национализам је идеологија и регионалистички покрет који захтева већу аутономију или чак независност од Италије, за Паданију, регион који обухвата северну и, по идеји Леге Норд, у извесној мери, део централне Италије .
Лега Норд, федерација регионалних партија Северне Италије, прогласила је формирање „Федеративне Републике Паданије“ 1996. године и била је главни политички заговорник паданског национализма до 2013. године, када се странка вратила ка федерализму и регионализму, као и усвојивши донекле италијански национализам, под вођством Матеа Салвинија . Међутим, странка и даље укључује паданистичке фракције и људе, посебно укључујући оснивача и бившег лидера Умберта Босија .
Поред тога, постојале су и неке мање паданске националистичке партије, као што су Лега Падана, Лега Падана Ломбардија / Унионе Падана, Алпска паданска унија и Падански независни покрет,  и Венецијанска Паданска савезна република .
Било је и неких интелектуалаца, као што су Ђанфранко Миљо, Гилберто Онето, Ђанкарло Паљарини и Леонардо Фако, који су наставили да буду одушевљени паданисти, након раскида са Лега Норд. У јануару 2012. Ђанлука Марки, бивши уредник Ла Паданија-е, покренуо је Л'Индипенденза (Независност), онлајн новине, као глас независног Паданизма и Паданиан либертаријанизма .